# Heliozela aesella
Heliozela aesella is een vlinder uit de familie van de Heliozelidae. De wetenschappelijke naam van de soort is voor het eerst geldig gepubliceerd in 1877 door Chambers.